# Comuna Pravda, Pervomaiske
Pravda (în ucraineană Правда) este o comună în raionul Pervomaiske, Republica Autonomă Crimeea, Ucraina, formată din satele Arbuzove, Matvievka și Pravda (reședința).

## Demografie
Componența lingvistică a comunei Pravda
     Rusă (59,54%)
     Ucraineană (27%)
     Tătară crimeeană (12,08%)
     Alte limbi (0,17%)
Conform recensământului din 2001, majoritatea populației comunei Pravda era vorbitoare de rusă (59,54%), existând în minoritate și vorbitori de ucraineană (27%) și tătară crimeeană (12,08%).